# Vanda Monteiro
Vandelúcia Monteiro de Castro (Miranorte, 14 de abril de 1982) é uma política brasileira filiada ao União Brasil (UNIÃO). Atualmente é deputada estadual pelo estado do Tocantins.

## Biografia
Em 2016 foi eleita vereadora pelo município de Palmas, obtendo 1.825 votos.
Em 2018 foi eleita deputada estadual pelo estado de Tocantins, com 7.796 votos. Foi a única deputada estadual de Tocantins eleita pelo Partido Social Liberal (PSL). 